# Dezerce ukrajinských policistů na Volyni
Dezerce ukrajinských policistů na Volyni v roce 1943 byla hromadná dezerce příslušníků ukrajinských pomocných policejních útvarů na Volyni, sloužících pod německým velením. V průběhu března a dubna 1943 zběhlo čtyři až pět tisíc příslušníků policie z celkového počtu více než 11 000 policistů ve službě.
Pomocná policie Schuma (Schutzmannschaft) byla na Volyni důležitým článkem německé okupační politiky: držela opevněné policejní stanice sloužící ochraně důležitých zařízení, dohlížela na vybírání odvodů (daní), a také se podílela na holocaustu Židů a pacifikaci civilního obyvatelstva. Nicméně, od podzimu 1942 v ukrajinské policii Schuma začala růst spřízněnost s ukrajinskými partyzány, v souvislosti s pacifikací ukrajinského obyvatelstva okupačními úřady. Je třeba poznamenat, že někteří z těchto policistů spolupracovali s územními pobočkami OUN-B, OUN-M, a dokonce i sovětských partyzánů. Po dezerci velká část policistů a pomocníků vstoupila do UPA a aktivně se podílela na genocidě polských civilistů na Volyni.

## Hypotézy spojené s dezercí
K dispozici jsou tři hypotézy o příčinách dezerce:
- První předpokládá, že dezerce byla výsledkem rozhodnutí přijatého na třetí konferenci OUN-B. Cílem bylo posílit dezertéry tvořící oddíly UPA. Na začátek dezerce reagovaly německé orgány sankcemi (věznění a popravy), následně však dezertovalo ještě více policistů.
- Druhá hypotéza je, že plán urychlilo odhalení policistů spojených s OUN-B a hrozba zatčení gestapem, což vedlo dezerci.
- Třetí hypotéza je zpravodajská provokace sovětských jednotek. Velitel 1. partyzánské brigády zvláštního určení (GRU), plk. Anton Briński, navedl k zběhnutí jeden oddíl policistů k sovětským partyzánům. Němci v pomstě začali zatýkat policisty, střílet je, což způsobilo dezerci zbytku policistů "do lesa". Briński čekal, že většina dezertérů vstoupí k partyzánům, nikoliv do Ukrajinské povstalecké armády.

## Průběh akce
Dezerce začala v polovině března a skončila v dubnu 1943 Policisté opouštěli svá stanoviště v obcích a městečkách, stejně jako ve velkých městech – Lucku a Kovelu. Opouštěli stanice, propuštěli vězně a zabíjeli německé velitele. V Dubně, Kovelu a Kremenci propustili před dezercí všechny vězně, včetně Poláků. Často předcházel útok na policejní stanici nebo věznici oddíly OUN-B. Část dezertujících policejních jednotek se připojila k OUN-B, OUN-M a UPA (mimo některých, kteří se spojili se sovětskými partyzány), jiní ale prostě odešli domů. Dezertéři se dopouštěli pod vedením OUN zločinů na vybraných obyvatelích polské národnosti, kteří se pravděpodobně nacházeli na černých listinách OUN.
Ne všechny dezerce skončily úspěšně, za dezerci byla mimo jiné zastřelena například posádka stanice ve vesnicích Zdolbuniv a Pavurynie.

## Chronologie
- 9. března 1943, při útoku milic OUN-B Ivana Kłymyszyna Kruka na Berezce, ukrajinští policisté zabili 10 německých policistů a dezertovali.
- 18. března ukrajinští policisté z policejní stanice v Boremlu zabili velitele policejní stanice a dezertovali.
- 20. nebo 22. března 1943 dezertovalo v městě Luck z iniciativy Stepana Kowala Rubaszenki ekonomické oddělení policie, čítající 320 policistů a policejní stráž o síle asi 200 lidí. Před dezercí propustili ze zajateckého tábora v Lucku asi čtyřicet lidí, kteří zde byli na nucených pracích. Na základě těchto vojsk se vytvořila kolem Kołek jednotka kureń (kozáci) UPA Rubaszenki
- V noci z 21. 22. března policisté z Kremence, varovaní před hrozícím zatčením, vzali zbraně a střelivo ze skladů a dezertovali. Většina policistů se rozešla do domovů, někteří se připojili k oddílům OUN-M "Chron" a UPA "Raven".
- V noci z 25. 26. března 1943 jednotky UPA ostřelovaly Maciejów. Na pronásledování partyzánů Němci vyslali 103. policejní prapor v síle 32 ukrajinských policistů a 186 členů ukrajinské brigády mládeže. Tato jednotka přeběhla k UPA a vytvořila jednotku UPA Ivana Klymczaka Lyseho.
- 27. března 1943 oddíly UPA napadly Olyke, a ráno odtáhly společně s policisty
- V noci ze dne 27. do 28. března 1943 jednotky OUN-B Oleksije Brysia Ostapa napadly Horochów. Policisté se zapojili do boje na ukrajinské straně, a po útoku ustoupili s jednotkami OUN.
- 6. 4. 1943 došlo k povstání ukrajinské policie v Kovelu. Policisté zabili 18 Němců, propustili zatčené a vězně z vězení a tábora nucených prací. Stovky dezertérů vytvořily jednotku UPA Wowczaka.